# 艾瑞斯·梅鐸

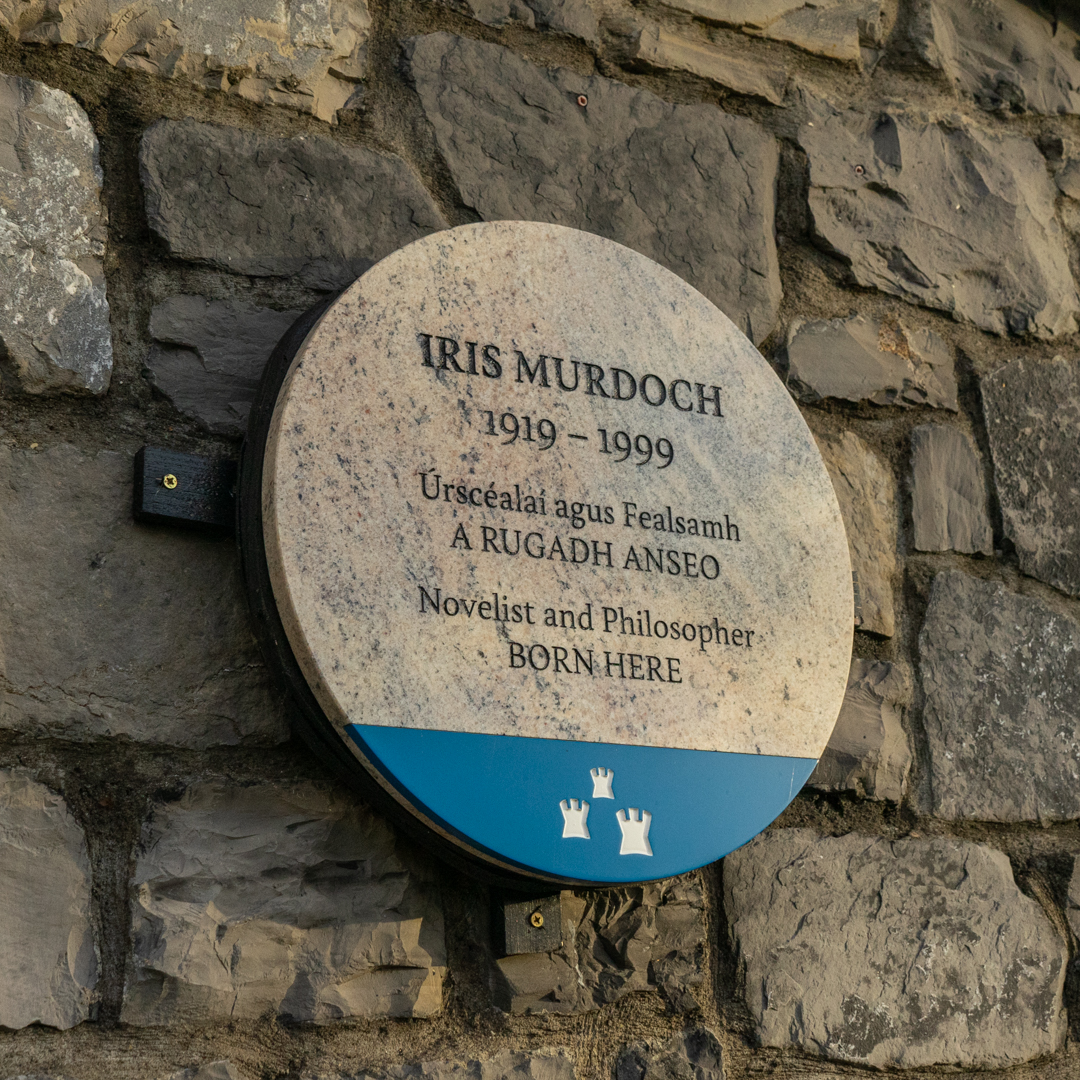
艾丽斯·默多克的纪念碑

艾瑞斯·梅鐸女爵士，DBE（英語：Dame Iris Murdoch，1919年7月15日—1999年2月8日），出身於愛爾蘭都柏林，英国作家。

## 生平
幼時移居至倫敦，並於牛津大學和劍橋大學修讀哲學。
梅鐸的第一本小說《網之下》於1954年入選美國現代圖書館（American Modern Library）的「20世紀百大英文小說」；而1978年的《大海，大海》則獲得布克獎，她很快就被譽為“全英國最聰明的女人”。
晚年的艾瑞斯·梅鐸不幸患上了阿茲海默症，1999年死於牛津安養中心。

## 寫作風格
梅鐸於1978年憑借其小說《大海，大海》獲得布克獎。《大海，大海》是一本講述愛與失去且描寫細致入微的小說，主要情節是一名退休了的戲劇導演在與闊別數十年的舊情人重逢後，被自己的嫉妒心壓垮。梅鐸亦於1982年被美國文理科學院評選為外籍人文院士。她的詩歌選集《艾瑞斯·梅鐸詩選》由保罗·赫拉與Yozo Muroya編輯並於1997年出版。她的一些作品經改編後登上熒幕，包括小說《一支非正式的薔薇》和《鐘》。J·B·普瑞斯特利將她1961年出版的小說《A Severed Head》改編為戲劇，由伊恩·荷姆與李察·艾登堡祿主演。
1997年，她因「為文學作出終生的卓著貢獻」而被國際筆會授予金筆獎。

## 作品
艾瑞斯·梅鐸一生寫了26本小說以及其他劇本等：
- 網之下
- The Flight from the Enchanter
- The Sandcastle
- 鐘
- A Severed Head
- 一枝非正式的薔薇 (An Unofficial Rose)
- 獨角獸
- The Italian Girl
- The Red and the Green
- The Time of the Angels
- The Nice and the Good
- Bruno's Dream
- A Fairly Honourable Defeat
- An Accidental Man
- 黑王子
- The Sacred and Profane Love Machine
- A Word Child
- Henry and Cato
- 大海，大海
- Nuns and Soldiers
- The Philosopher's Pupil
- The Good Apprentice
- The Book and the Brotherhood
- The Message to the Planet
- 綠騎士
- Jackson's Dilemma
- 一點特別的

## 出版

### 台灣地区
- 何欣/譯，《夢境》，大林，1970年。
- 宋偉航/譯，《一點特別的》，天培文化，2000年。
- 邱藝鴻/譯，《獨角獸》，木馬文化，2002年。
- 梁永安/譯，《大海，大海》，木馬文化，2003年。
- 汪正文/譯，《黑王子》，木馬文化，2004年。
- 阮叔梅/譯，《網之下》，木馬文化，2006年。

### 中國大陸
- 蕭安溥、李郊/譯，《黑王子》，南京市譯林出版社，2008年。

## 相關書籍、論述
- 約翰·貝禮（John Bayley）著，李永平譯，《輓歌─寫給我的妻子艾瑞絲》，天下文化，2000年。